# Línea de Petite Ceinture

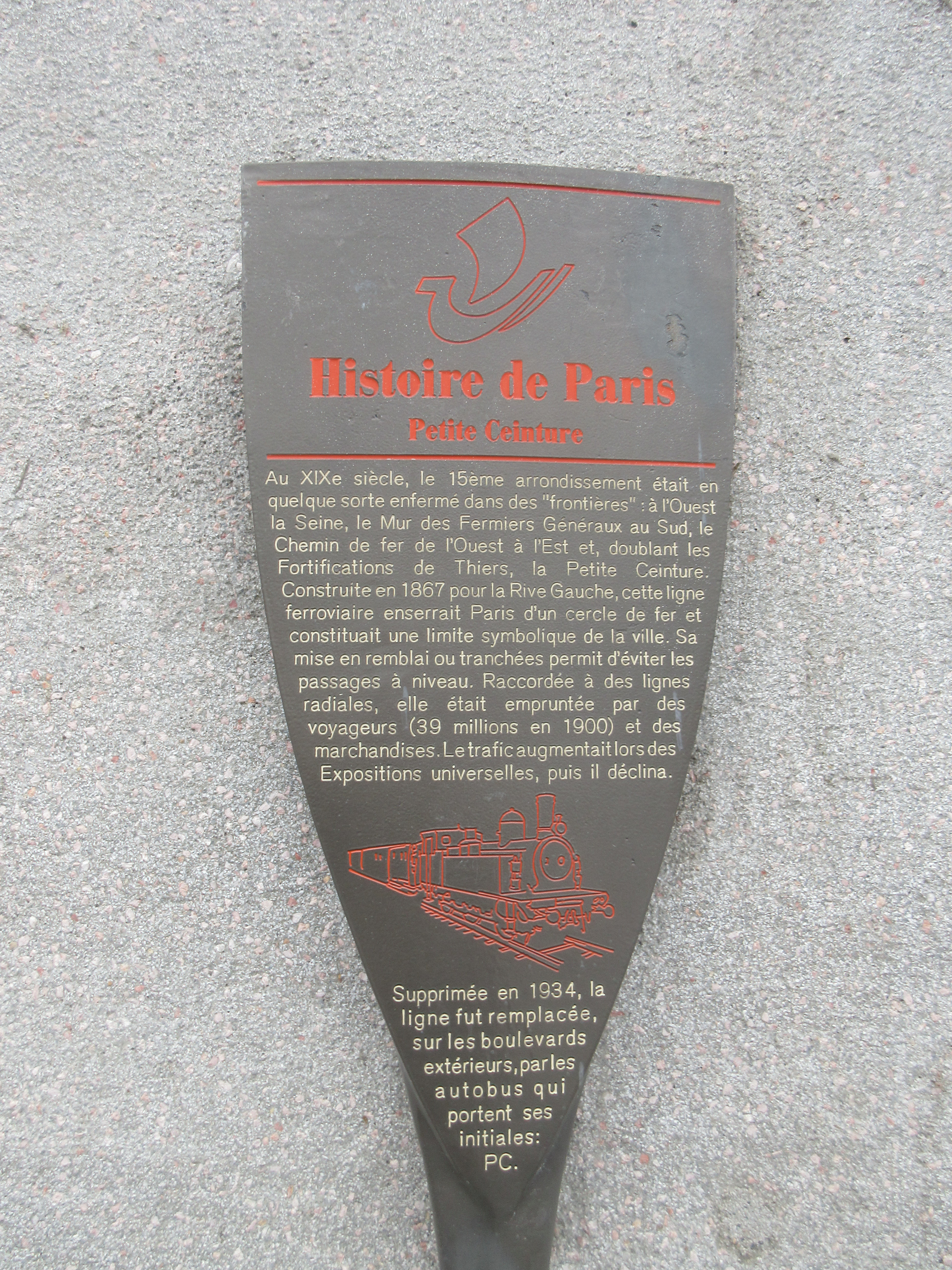
Cartel sobre la Historia de París.

La línea de Petit Ceinture de París, comúnmente designada bajo el nombre de «Pequeño Cinturón», es una línea de camino de hierro de doble vía de 32 kilómetros de longitud que daba la vuelta de París por dentro de los bulevares les Maréchaux. Aunque forma parte de la red férrea nacional, está hoy inutilizada sobre la mayor parte de su recorrido.
Abierta por tramos de 1852 a 1869, la línea primeramente tenía como objetivo permitir a los trenes de mercancías de rodear París evitando las estaciones terminales. A partir de 1862, integró la línea de Auteuil en su parte occidental y se abrió a los viajeros, ofreciendo servicios circulares a través de los barrios periféricos de la capital.

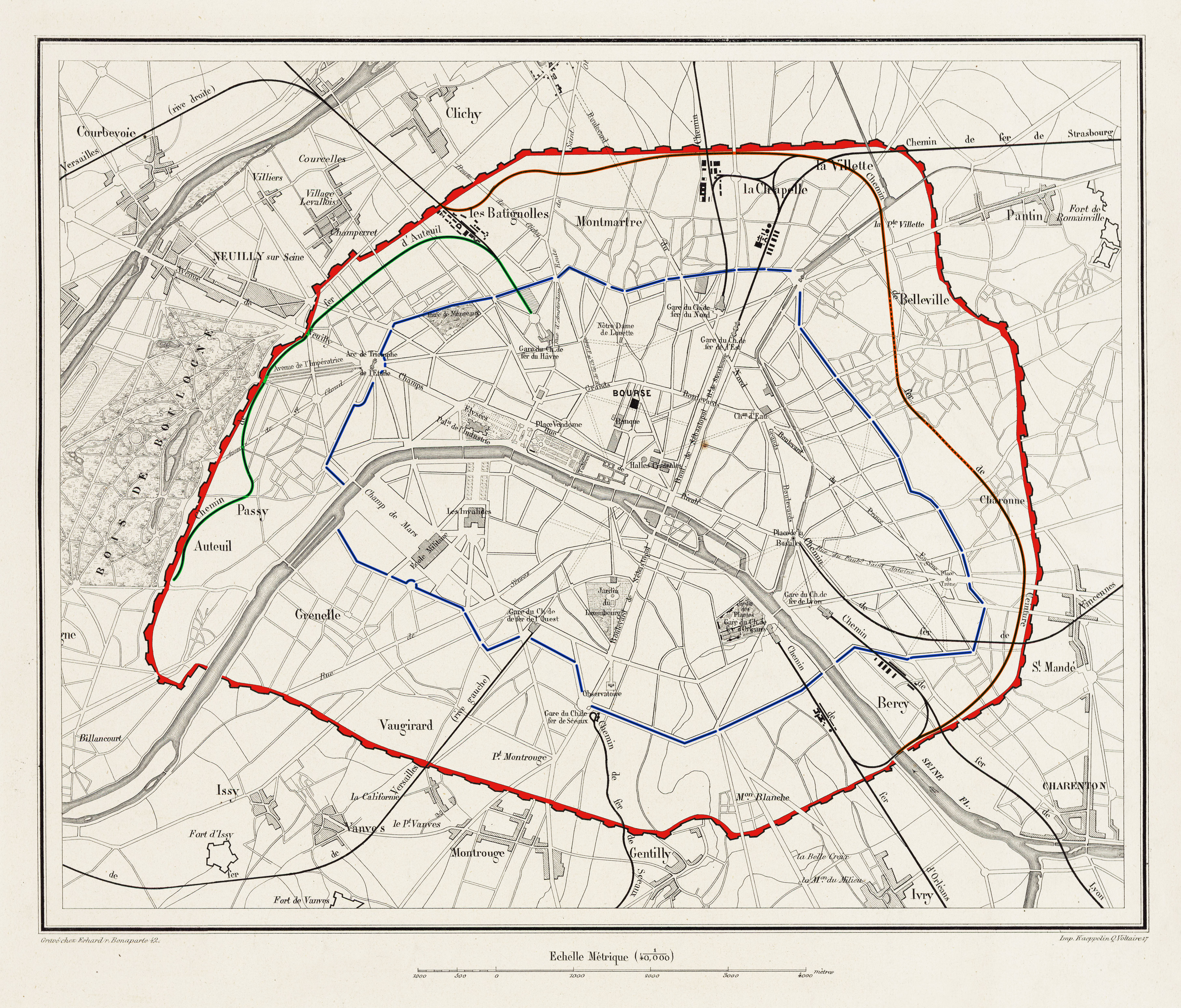
París, 1859 : camino de hierro de Auteuil (verde) y de Pequeño Cinturón (naranja) entre los límites de entonces de la ciudad (azul) y las fortificaciones Thiers (rojo).

Después del apogeo del tráfico a 38 millones durante la exposición universal de 1900, la línea del Pequeño Cinturón conoció un largo periodo de decadencia debido a la competencia creciente del metropolitano y sus frecuencias poco atractivas. Consecuentemente, la línea fue cerrada definitivamente al tráfico de los viajeros el 23 de julio de 1934.
Las infraestructuras han sido hoy invadidas por la vegetación, lo que da a la línea una atmósfera particular y ha permitido el desarrollo de una biodiversidad única en París. Si el acceso permanece teóricamente prohibido, la Pequeño Cinturón es visitada por los aficionados a la exploración urbana y acoge, de vez en cuando, actividades culturales. La cuestión de la reapertura o de la reconversión del Pequeño Cinturón es regularmente al corazón de los debates políticos parisienses. Desde 2007, la municipalidad ha querido transformar ciertas porciones en vías verdes, el mantenimiento de la plataforma que deja sin embargo posible una futura reapertura al tráfico de viajeros.

## Historia
Hacia la mitad del siglo XIX, la construcción de las primeras conexiones radiales ferroviarias a la salida de París fue realizada sin ningún plan conjunto que enlazara las estaciones terminales de las diferentes compañías. Durante una decena de años, estas pudieron establecer, cada una a su guisa, su propia estación terminal sobre terrenos periféricos todavía prácticamente vírgenes de edificios : estación de Paris Saint-Lazare, de la Compañía de París a Sant Germain (1837); estación de París-Montparnasse, de la Compañía de Versalles-Remache Izquierda (1840); estación de París-Austerlitz, de la Compañía de París a Orleans (1840); estación del Norte, de la Compañía de Norte (1846); aparca de la Barrera de Infierno (estación de Denfert-Rochereau), de la Compañía de Sellos (1846); estación de Lyon, de la Compañía de París a Lyon (1849); y la estación de Estrasburgo (después del Este) de la Compañía de París a Estrasburgo (1849).
Esta situación caótica ha hecho a la capital un punto de ruptura de carga obligatoria. 
La ciudad de París se dotó a partir de 1841 de fortificaciones para proteger sus nuevos límites. Por lo tanto fue necesario poder abastecerlos desde el interior de la ciudad fortalecida, que esto sea en soldados, en abastecimiento o en armamento.